# 俳句

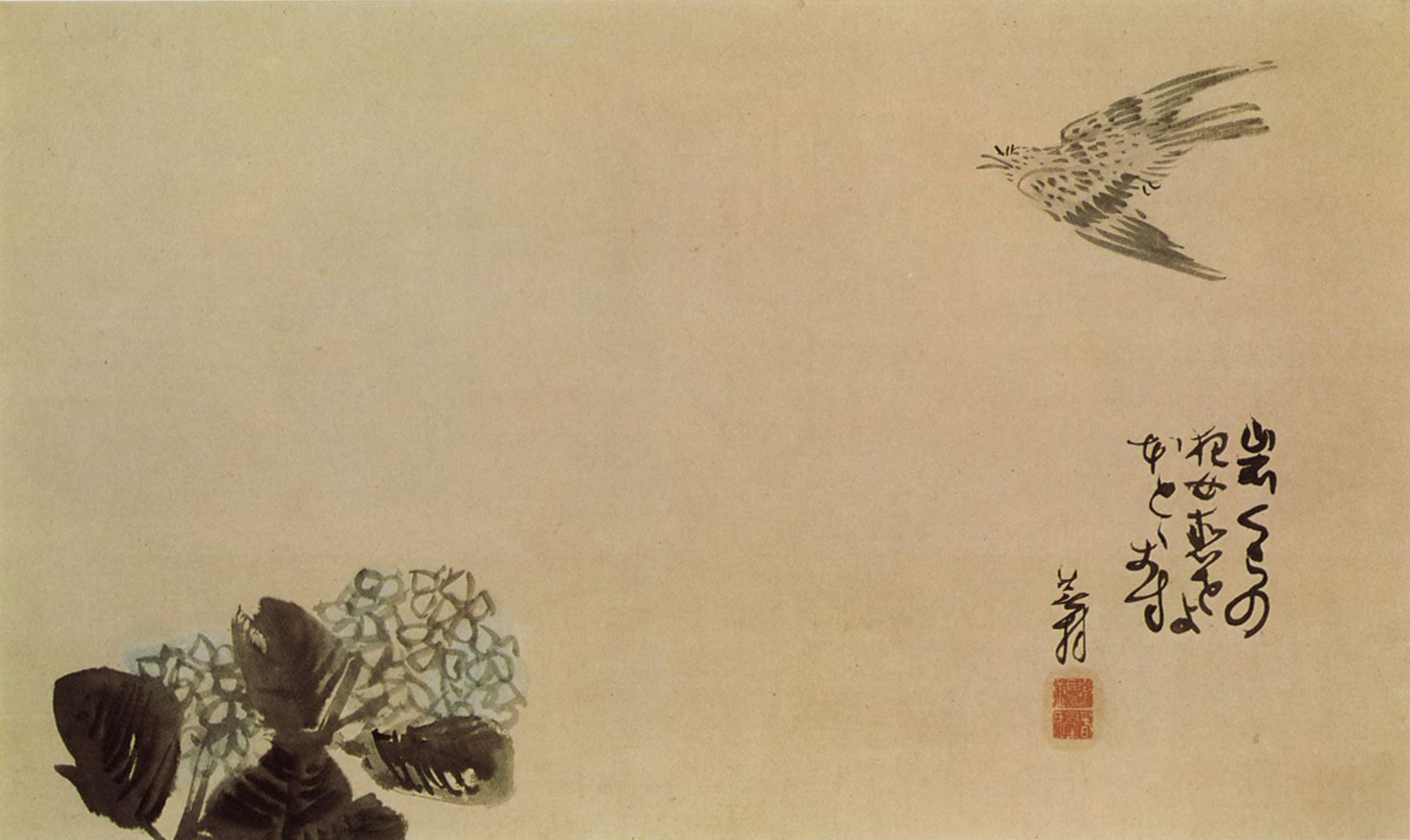
寫有俳句的畫作

俳句，是由十七個日文音節组成的日本定型短诗，由俳谐（诽谐）的首句演变而来。日本最早的俳谐出现于《古今和歌集》（收“俳谐歌”五十八首）。至江户时代（1600年－1867年）则有从“俳谐连歌”产生的俳句、连句、俳文等。正岡子規把俳谐的首句从俳谐中独立出来，单独成体，称为俳句。

## 格式
俳句是一种有特定格式的诗歌。俳句的创作必须遵循两个基本规则：
1. 俳句由五、七、五共十七个日文音组成。音数多于五、七、五被称为“字餘”；少于五、七、五则被称为“字不足”。
2. 俳句中必定要有一个季语。所谓季语是指用以表示春、夏、秋、冬及新年的季节用语。在季语中除“夏季的骤雨”、“雪”等表现气候的用语外，还有像“樱花”、“蝉”等动物、植物名称。另外，如“压岁钱”、“阳春面”这样的风俗习惯也多有应用。这些“季语”通常带着作者对于幼年时代或故乡的一种怀念眷恋之情。俳句中没有季语被称作“无季”；有两个或者两个以上季语被称作“重季”。

## 著名人物
日本著名俳人室町时代（1392－1573）后期有宗鉴、荒木田守武，二人是俳谐连歌作者；江户时代有松永贞德，他提倡俳谐的娱乐性和教养性，号称“贞门”，可谓倾向于古典的一派。当时俳谐尚处于进入俳谐连歌的阶段。另一方面又有西山宗因，主张俳谐的滑稽性，强调创作上的自由奔放，称为“谈林”派。具有这一派特色的还有著名俳句家井原西鹤。一般被称为俳圣的松尾芭蕉，把松永贞德的古典式技巧和西山宗因的自由奔放的散文风格熔铸一炉，并加以发展，摒弃滑稽、娱乐等文字游戏成分，使俳谐成为具有艺术价值的庶民生活诗。
17世纪日本俳谐曾一度中落，至18世纪下半叶，与谢芜村号召“回到芭蕉去”，再度呈现繁荣景象。江户时代胁句（配句）以下各句逐渐失去生色，但小林一茶在发句（起句）的创作上表现了突出成就。正冈子规作为明治（1868－1912）的俳谐复兴者，明确提出连句（即俳谐连歌）非属于文学的主张，提倡以连句的发句（起句）为“俳句”文学，依然保存了发句的格律，使它发展成为日本民族最短的诗歌。此后，俳谐连歌逐步衰落，现代虽有少数人加以提倡，依然未见复兴。后来曾有人主张废除“季题”（称为“无季俳句”），否定定型（称为“自由律俳句”），但未成为主导力量。

## 對其他語言文學影響與流傳
俳句流傳到其他國家，對不少國家的文學都有影響。第一次世界大戰發生前，俳句就已經流傳至西方，不少西方國家都有仿照俳句形式以本國語言寫成的文學。

### 英俳和美俳
英俳是仿照俳句形式以英語寫成的詩，美俳則專指以美式英語寫作的作品。初期西方學者並不重視俳句的價值。第一個提倡英俳的人是野口米次郎，他在1904年2月的《Reader》雜誌以英語發表題為《A Proposal to American Poets》的文章，並以熱烈呼籲作結：「祈求你們嘗試寫日本俳句，我的美國詩人們！」 而第一個以英語寫作近似俳句形式詩文的人是美國作家Paul Reps。差不多同一時期，詩人Sadakichi Hartmann出版原創的英俳以及其他日本韻文形式的英語和法語作品。

### 法俳
俳句於1906年左右由Paul-Louis Couchoud引入法國。到了1910年代，俳句對意象派有深遠影響，但人們對俳句的歷史和形式所知甚少。其中一個了解俳句的西方文學批評家是羅蘭·巴特。他在1970年所寫的《Empire of Signs》指出俳句就是一個小孩指著某樣事物然後說「That! 」而無意去指涉該事物的任何分類。

### 猶太俳
猶太俳是对于古日本俳句的模仿，综合了犹太语的格式和习惯和语法。

### 西俳
由墨西哥先锋派诗人何塞·胡安·塔布拉达引入西语文坛，最早见诸其著作《一天》（Un día... Poemas Sintéticos）:4-5。

### 漢俳
是仿照日本俳句的形式，以中文創作的韻文，初期多為翻譯日本俳句，後來再出現仿作，1980年代由趙樸初定型。由於中文為單音節語言，改俳句的十七音為十七字，分自由體和格律體兩種。自由體即無任何平仄和押韻規定，格律體則規定平仄和押韻，這是因為漢語的發音較日語複雜，為了顧及音樂性而要規定格律。一般而言，自由體可用白話文寫作，近似新詩，格律體則用文言寫作，近似詞。無論是自由體還是格律體，都像俳句一樣有季題。

### 灣俳
台灣俳又稱灣俳，由黃靈芝等人提倡，不拘泥於五七五形式，七到十二字亦可。